# 長肋疣壺蘚
長肋疣壺蘚（学名：Gymnostomiella longinervis）为壺蘚科疣壺蘚屬下的一个种。